# Jošimoči Ašikaga
Jošimoči Ašikaga (japonsky 足利 義持, Ashikaga Yoshimochi, Ašikaga Jošimoči, 12. březen 1386 – 3. únor 1428) byl čtvrtým šógunem šógunátu Ašikaga a vládl v období let 1394-1423. Byl synem třetího šóguna Jošimicua Ašikagy.
Po abdikaci svého otce roku 1394 se ještě téhož roku Jošimoči stává šógunem. Již v dětském věku se tak stal autoritou šógunátu číslo jedna. Za svého milence pojal Močisadu Akamacua, kterému svěřil jistá území. Močisada byl ale neschopný feudál, za což si vysloužil zavržení od své rodiny. Na příkaz Jošimočiho tedy musel spáchat seppuku. Sám Jošimoči držel úřad šóguna až do roku 1423, kdy odstupuje ve prospěch svého syna Jošikazua.